# Stocksmoor
Stocksmoor è un piccolo paese vicino ad Huddersfield, situato nello West Yorkshire in Inghilterra. Il paese è collocato fra i paesi di Shepley e Brockoles. Il censimento totale della popolazione nel 2001 (accorpante anche i paesi limitrofi di Thurstonland e Thunderbridge) ammonta a 953 abitanti.
Stocksmoor è servita da una stazione ferroviaria sulla linea Penistone che collega Huddersfield e Sheffield. Essa è tradizionalmente il termine della linea degli autobus numero 341 dal centro della città di Huddersfield.
Al momento non ci sono negozi sul territorio, i residenti hanno a disposizione il pub Clothiers Arms.

## Amministrazione

### Gemellaggi
- Olgiate Molgora, dal 1998